# 蒲池親広
蒲池 親広（かまち ちかひろ）は、戦国時代の武将。筑後国南部の戦国大名。蒲池氏の山下の分家（上蒲池）の祖。
筑後の大身蒲池氏の勢力の強大化を危惧した大友親治が蒲池親広に分家を起こさせ、蒲池氏の勢力分割をはかった。この分家が上蒲池（家）であり、その初代が親広である。
この上蒲池流は、柳川城の蒲池嫡流（下蒲池、兄鑑久の系統）の1万2千町（約12万石）に対して、8千町（約8万石）の勢力を有したとされ（『大友幕下筑後領主附』）、共に大名分として取り立てられて、筑後十五城に数えられる一族に発展していくこととなる。また、親広が永正年間に居館を構えた地（筑後内）には、のちに、跡を継いだ子の鑑広によって山下城が築城され、以降これを居城とした。